# 白塔街道 (沈阳市)
白塔街道，是中华人民共和国辽宁省沈阳市浑南区下辖的一个乡镇级行政单位。

## 行政区划
白塔街道下辖以下地区：
新塔社区、仙塔社区、上深社区、下深社区、鸡冠社区、塔东社区、塔北社区、白塔社区、火石社区、塔南社区、青堆子社区、高三家子社区、苏家岗子社区、小羊安社区、大张尔社区、小张尔社区、毡匠堡社区和大羊安社区。
2018年6月，将桃仙街道办事处沈本大街以西、创新路以北区域划归白塔街道办事处；将桃仙街道办事处沈本大街以东、沈抚运河以北区域划归白塔街道办事处。